# Eukiefferiella asamateria
Eukiefferiella asamateria är en tvåvingeart som beskrevs av Sasa 1991. Eukiefferiella asamateria ingår i släktet Eukiefferiella och familjen fjädermyggor. Inga underarter finns listade i Catalogue of Life.